# Mountain Pine
Mountain Pine è una città degli Stati Uniti d'America situata nello Stato dell'Arkansas, nella Contea di Garland.